# Formica cantalica
Formica cantalica är en myrart som beskrevs av Piton 1935. Formica cantalica ingår i släktet Formica och familjen myror. Inga underarter finns listade i Catalogue of Life.